# 73. Turniej Czterech Skoczni
73. Turniej Czterech Skoczni (niem. 73. Vierschanzentournee) – 73. edycja Turnieju Czterech Skoczni, która odbyła się w ramach Pucharu Świata w skokach narciarskich 2024/2025 na skoczniach w Niemczech i Austrii.

## Podium zwycięzców
| Podium zwycięzców konkursów                         |                                                     |                                                     |                                                     |                                                     |                   |                    |                   |                    |
| Lp.                                                 | Data                                                | Miejscowość                                         | HS                                                  | Uwagi                                               | 1. miejsce        | 2. miejsce         | 3. miejsce        | Lider po konkursie |
| 1.                                                  | 29 grudnia 2024                                     | Oberstdorf                                          | HS137                                               | nocny                                               | Stefan Kraft      | Jan Hörl           | Daniel Tschofenig | Stefan Kraft       |
| 2.                                                  | 1 stycznia 2025                                     | Garmisch-Partenkirchen                              | HS142                                               | –                                                   | Daniel Tschofenig | Gregor Deschwanden | Michael Hayböck   | Daniel Tschofenig  |
| 3.                                                  | 4 stycznia 2025                                     | Innsbruck                                           | HS128                                               | –                                                   | Stefan Kraft      | Jan Hörl           | Daniel Tschofenig | Stefan Kraft       |
| 4.                                                  | 6 stycznia 2025                                     | Bischofshofen                                       | HS142                                               | nocny                                               | Daniel Tschofenig | Jan Hörl           | Stefan Kraft      | Daniel Tschofenig  |
| 73. Turniej Czterech Skoczni – klasyfikacja końcowa | 73. Turniej Czterech Skoczni – klasyfikacja końcowa | 73. Turniej Czterech Skoczni – klasyfikacja końcowa | 73. Turniej Czterech Skoczni – klasyfikacja końcowa | 73. Turniej Czterech Skoczni – klasyfikacja końcowa | Daniel Tschofenig | Jan Hörl           | Stefan Kraft      |                    |

## Skocznie
W tabeli podano rekordy skoczni obowiązujące przed rozpoczęciem turnieju lub ustanowione bądź wyrównane w trakcie jego trwania (wyróżnione wytłuszczeniem).
| Skocznie narciarskie |                          |                        |       |        |                |                  |                |
| Zdjęcie              | Nazwa skoczni            | Miejscowość            | K     | HS     | Rekord skoczni | Rekord skoczni   | Rekord skoczni |
| Zdjęcie              | Nazwa skoczni            | Miejscowość            | K     | HS     | Długość        | Rekordzista      | Data           |
|                      | Schattenbergschanze      | Oberstdorf             | K-120 | HS-137 | 143,5 m        | Sigurd Pettersen | 29.12.2003     |
|                      | Große Olympiaschanze     | Garmisch-Partenkirchen | K-125 | HS-142 | 145,0 m        | Michael Hayböck  | 01.01.2025     |
|                      | Bergisel                 | Innsbruck              | K-120 | HS-128 | 138,0 m        | Michael Hayböck  | 04.01.2015     |
|                      | im. Paula Ausserleitnera | Bischofshofen          | K-125 | HS-142 | 145,0 m        | Dawid Kubacki    | 06.01.2019     |

## Program zawodów
| Kalendarz turnieju     |            |                      |                |                    |
| Miejscowość            | Dzień      | Konkurencja          | Początek (CET) | Liczba uczestników |
| Oberstdorf             | 28 grudnia | Oficjalny trening    | 14:00          | —                  |
| Oberstdorf             | 28 grudnia | Kwalifikacje         | 16:30          | 62                 |
| Oberstdorf             | 29 grudnia | Seria próbna         | 15:00          | —                  |
| Oberstdorf             | 29 grudnia | Konkurs indywidualny | 16:30          | 50                 |
| Garmisch-Partenkirchen | 31 grudnia | Oficjalny trening    | 11:30          | —                  |
| Garmisch-Partenkirchen | 31 grudnia | Kwalifikacje         | 13:30          | 67                 |
| Garmisch-Partenkirchen | 1 stycznia | Seria próbna         | 12:30          | —                  |
| Garmisch-Partenkirchen | 1 stycznia | Konkurs indywidualny | 14:00          | 50                 |
| Innsbruck              | 3 stycznia | Oficjalny trening    | 10:45          | —                  |
| Innsbruck              | 3 stycznia | Kwalifikacje         | 13:30          | 62                 |
| Innsbruck              | 4 stycznia | Seria próbna         | 12:00          | —                  |
| Innsbruck              | 4 stycznia | Konkurs indywidualny | 13:30          | 50                 |
| Bischofshofen          | 5 stycznia | Oficjalny trening    | 14:00          | —                  |
| Bischofshofen          | 5 stycznia | Kwalifikacje         | 16:30          |                    |
| Bischofshofen          | 6 stycznia | Seria próbna         | 15:00          | —                  |
| Bischofshofen          | 6 stycznia | Konkurs indywidualny | 16:30          | 50                 |

## Wyniki
Skróty stosowane w tabelach:
- DNS – zawodnik nie wystartował
- DSQ – zawodnik zdyskwalifikowany
- NQ – zawodnik nie zakwalifikował się do serii finałowej
- nq – zawodnik nie zakwalifikował się do konkursu głównego
- q – zawodnik, który zakwalifikował się do konkursu głównego

### Oberstdorf

#### Kwalifikacje
| Kwalifikacje – Oberstdorf – 28 grudnia 2024 | Kwalifikacje – Oberstdorf – 28 grudnia 2024 | Kwalifikacje – Oberstdorf – 28 grudnia 2024 | Kwalifikacje – Oberstdorf – 28 grudnia 2024 | Kwalifikacje – Oberstdorf – 28 grudnia 2024 | Kwalifikacje – Oberstdorf – 28 grudnia 2024 | Kwalifikacje – Oberstdorf – 28 grudnia 2024 | Kwalifikacje – Oberstdorf – 28 grudnia 2024 | Kwalifikacje – Oberstdorf – 28 grudnia 2024 | Kwalifikacje – Oberstdorf – 28 grudnia 2024 | Kwalifikacje – Oberstdorf – 28 grudnia 2024 | Kwalifikacje – Oberstdorf – 28 grudnia 2024 |
| Poz.                                        | BIB                                         | Zawodnik                                    | Reprezentacja                               | Skok                                        | Punkty                                      | Punkty                                      | B                                           | Wiatr                                       | Wiatr                                       | Suma                                        | Uwagi                                       |
| Poz.                                        | BIB                                         | Zawodnik                                    | Reprezentacja                               | Skok                                        | Skok                                        | Styl                                        | B                                           | (m/s)                                       | Pkt                                         | Suma                                        | Uwagi                                       |
| ------------------------------------------- | ------------------------------------------- | ------------------------------------------- | ------------------------------------------- | ------------------------------------------- | ------------------------------------------- | ------------------------------------------- | ------------------------------------------- | ------------------------------------------- | ------------------------------------------- | ------------------------------------------- | ------------------------------------------- |
| 1                                           | 61                                          | Daniel Tschofenig                           | Austria                                     | 141,5 m                                     | 98,7                                        | 57,0                                        | 14                                          | -0,26                                       | +4,2                                        | 167,5                                       | q                                           |
| 2                                           | 59                                          | Stefan Kraft                                | Austria                                     | 137,5 m                                     | 91,5                                        | 57,0                                        | 14                                          | -0,54                                       | +8,7                                        | 164,8                                       | q                                           |
| 3                                           | 52                                          | Michael Hayböck                             | Austria                                     | 141,0 m                                     | 97,8                                        | 56,5                                        | 15                                          | -0,26                                       | +4,2                                        | 162,3                                       | q                                           |
| 4                                           | 60                                          | Jan Hörl                                    | Austria                                     | 140,5 m                                     | 96,9                                        | 50,5                                        | 14                                          | -0,14                                       | +2,3                                        | 157,3                                       | q                                           |
| 5                                           | 55                                          | Maximilian Ortner                           | Austria                                     | 135,5 m                                     | 87,9                                        | 55,0                                        | 14                                          | -0,35                                       | +5,7                                        | 156,2                                       | q                                           |
| 6                                           | 62                                          | Pius Paschke                                | Niemcy                                      | 139,0 m                                     | 94,2                                        | 50,5                                        | 14                                          | -0,16                                       | +2,6                                        | 154,9                                       | q                                           |
| 7                                           | 58                                          | Gregor Deschwanden                          | Szwajcaria                                  | 131,0 m                                     | 79,8                                        | 54,5                                        | 14                                          | -0,79                                       | +12,8                                       | 154,7                                       | q                                           |
| 8                                           | 50                                          | Johann André Forfang                        | Norwegia                                    | 134,0 m                                     | 85,2                                        | 55,0                                        | 15                                          | -0,60                                       | +9,7                                        | 153,7                                       | q                                           |
| 9                                           | 54                                          | Karl Geiger                                 | Niemcy                                      | 134,0 m                                     | 85,2                                        | 55,5                                        | 14                                          | -0,06                                       | +1,0                                        | 149,3                                       | q                                           |
| 10                                          | 37                                          | Killian Peier                               | Szwajcaria                                  | 132,5 m                                     | 82,5                                        | 55,5                                        | 15                                          | -0,30                                       | +4,9                                        | 146,7                                       | q                                           |
| 11                                          | 47                                          | Ryōyū Kobayashi                             | Japonia                                     | 125,0 m                                     | 69,0                                        | 53,5                                        | 15                                          | -1,24                                       | +20,1                                       | 146,4                                       | q                                           |
| 12                                          | 38                                          | Władimir Zografski                          | Bułgaria                                    | 132,0 m                                     | 81,6                                        | 54,0                                        | 15                                          | -0,33                                       | +5,3                                        | 144,7                                       | q                                           |
| 13                                          | 57                                          | Andreas Wellinger                           | Niemcy                                      | 125,5 m                                     | 69,9                                        | 54,0                                        | 14                                          | -0,81                                       | +13,1                                       | 144,6                                       | q                                           |
| 14                                          | 26                                          | Piotr Żyła                                  | Polska                                      | 132,5 m                                     | 82,5                                        | 54,0                                        | 16                                          | -0,47                                       | +7,6                                        | 144,1                                       | q                                           |
| 15                                          | 25                                          | Lovro Kos                                   | Słowenia                                    | 131,0 m                                     | 79,8                                        | 53,5                                        | 16                                          | -0,49                                       | +7,9                                        | 141,2                                       | q                                           |
| 16                                          | 44                                          | Halvor Egner Granerud                       | Norwegia                                    | 122,5 m                                     | 64,5                                        | 53,0                                        | 15                                          | -1,21                                       | +19,6                                       | 140,9                                       | q                                           |
| 17                                          | 31                                          | Markus Müller                               | Austria                                     | 131,5 m                                     | 80,7                                        | 54,0                                        | 15                                          | -0,14                                       | +2,3                                        | 140,8                                       | q                                           |
| 18                                          | 34                                          | Benjamin Østvold                            | Norwegia                                    | 130,5 m                                     | 78,9                                        | 54,0                                        | 15                                          | -0,25                                       | +4,0                                        | 140,7                                       | q                                           |
| 19                                          | 41                                          | Tate Frantz                                 | Stany Zjednoczone                           | 123,5 m                                     | 66,3                                        | 52,5                                        | 15                                          | -0,99                                       | +16,0                                       | 138,6                                       | q                                           |
| 20                                          | 4                                           | Tomofumi Naitō                              | Japonia                                     | 129,5 m                                     | 77,1                                        | 52,5                                        | 16                                          | -0,50                                       | +8,1                                        | 137,7                                       | q                                           |
| 21                                          | 20                                          | Kevin Bickner                               | Stany Zjednoczone                           | 129,0 m                                     | 76,2                                        | 52,5                                        | 16                                          | -0,50                                       | +8,1                                        | 136,8                                       | q                                           |
| 22                                          | 53                                          | Anže Lanišek                                | Słowenia                                    | 127,0 m                                     | 72,6                                        | 54,0                                        | 14                                          | -0,15                                       | +2,4                                        | 136,6                                       | q                                           |
| 23                                          | 49                                          | Timi Zajc                                   | Słowenia                                    | 123,5 m                                     | 66,3                                        | 53,0                                        | 15                                          | -0,82                                       | +13,3                                       | 136,4                                       | q                                           |
| 24                                          | 2                                           | Sakutarō Kobayashi                          | Japonia                                     | 128,0 m                                     | 74,4                                        | 53,0                                        | 16                                          | -0,45                                       | +7,3                                        | 134,7                                       | q                                           |
| 25                                          | 39                                          | Jakub Wolny                                 | Polska                                      | 126,5 m                                     | 71,7                                        | 53,0                                        | 15                                          | -0,35                                       | +5,7                                        | 134,2                                       | q                                           |
| 26                                          | 32                                          | Antti Aalto                                 | Finlandia                                   | 129,0 m                                     | 76,2                                        | 52,5                                        | 15                                          | -0,10                                       | +1,6                                        | 134,1                                       | q                                           |
| 27                                          | 56                                          | Kristoffer Eriksen Sundal                   | Norwegia                                    | 122,5 m                                     | 64,5                                        | 52,5                                        | 14                                          | -0,57                                       | +9,2                                        | 133,8                                       | q                                           |
| 28                                          | 30                                          | Jewhen Marusiak                             | Ukraina                                     | 129,5 m                                     | 77,1                                        | 54,0                                        | 16                                          | -0,12                                       | +1,9                                        | 133,0                                       | q                                           |
| 29                                          | 28                                          | Domen Prevc                                 | Słowenia                                    | 129,0 m                                     | 76,2                                        | 53,5                                        | 16                                          | -0,05                                       | +0,8                                        | 130,5                                       | q                                           |
| 30                                          | 42                                          | Fredrik Villumstad                          | Norwegia                                    | 121,0 m                                     | 61,8                                        | 51,0                                        | 15                                          | -0,80                                       | +13,0                                       | 129,6                                       | q                                           |
| 31                                          | 48                                          | Ren Nikaidō                                 | Japonia                                     | 119,0 m                                     | 58,2                                        | 51,0                                        | 15                                          | -0,98                                       | +15,9                                       | 128,9                                       | q                                           |
| 32                                          | 40                                          | Valentin Foubert                            | Francja                                     | 122,0 m                                     | 63,6                                        | 52,5                                        | 15                                          | -0,55                                       | +8,9                                        | 128,8                                       | q                                           |
| 33                                          | 35                                          | Stephan Leyhe                               | Niemcy                                      | 124,0 m                                     | 67,2                                        | 52,5                                        | 15                                          | -0,31                                       | +5,0                                        | 128,5                                       | q                                           |
| 34                                          | 51                                          | Marius Lindvik                              | Norwegia                                    | 124,0 m                                     | 67,2                                        | 53,0                                        | 15                                          | -0,23                                       | +3,7                                        | 127,7                                       | q                                           |
| 34                                          | 27                                          | Niko Kytösaho                               | Finlandia                                   | 126,0 m                                     | 70,8                                        | 52,5                                        | 16                                          | -0,27                                       | +4,4                                        | 127,7                                       | q                                           |
| 36                                          | 18                                          | Keiichi Satō                                | Japonia                                     | 124,0 m                                     | 67,2                                        | 51,5                                        | 16                                          | -0,51                                       | +8,3                                        | 127,0                                       | q                                           |
| 37                                          | 43                                          | Artti Aigro                                 | Estonia                                     | 117,5 m                                     | 55,5                                        | 49,0                                        | 15                                          | -1,13                                       | +18,3                                       | 126,6                                       | q                                           |
| 38                                          | 46                                          | Aleksander Zniszczoł                        | Polska                                      | 117,5 m                                     | 55,5                                        | 49,5                                        | 15                                          | -1,09                                       | +17,7                                       | 126,5                                       | q                                           |
| 39                                          | 33                                          | Philipp Raimund                             | Niemcy                                      | 123,0 m                                     | 65,4                                        | 52,5                                        | 15                                          | -0,17                                       | +2,8                                        | 124,5                                       | q                                           |
| 40                                          | 22                                          | Naoki Nakamura                              | Japonia                                     | 122,5 m                                     | 64,5                                        | 52,5                                        | 16                                          | -0,45                                       | +7,3                                        | 124,3                                       | q                                           |
| 41                                          | 23                                          | Fatih Arda İpcioğlu                         | Turcja                                      | 124,0 m                                     | 67,2                                        | 51,5                                        | 16                                          | -0,25                                       | +4,0                                        | 122,7                                       | q                                           |
| 42                                          | 45                                          | Paweł Wąsek                                 | Polska                                      | 114,0 m                                     | 49,2                                        | 49,5                                        | 15                                          | -1,22                                       | +19,8                                       | 122,3                                       | q                                           |
| 43                                          | 14                                          | Alex Insam                                  | Włochy                                      | 119,5 m                                     | 59,1                                        | 51,0                                        | 16                                          | -0,70                                       | +11,3                                       | 121,4                                       | q                                           |
| 44                                          | 19                                          | Ilja Miziernych                             | Kazachstan                                  | 121,5 m                                     | 62,7                                        | 51,0                                        | 16                                          | -0,46                                       | +7,5                                        | 121,2                                       | q                                           |
| 45                                          | 21                                          | Adrian Tittel                               | Niemcy                                      | 119,0 m                                     | 58,2                                        | 52,0                                        | 16                                          | -0,57                                       | +9,2                                        | 119,4                                       | q                                           |
| 46                                          | 9                                           | Žiga Jelar                                  | Słowenia                                    | 118,5 m                                     | 57,3                                        | 51,0                                        | 16                                          | -0,65                                       | +10,5                                       | 118,8                                       | q                                           |
| 47                                          | 11                                          | Felix Trunz                                 | Szwajcaria                                  | 116,5 m                                     | 53,7                                        | 50,0                                        | 16                                          | -0,77                                       | +12,5                                       | 116,2                                       | q                                           |
| 48                                          | 8                                           | Kasperi Valto                               | Finlandia                                   | 118,5 m                                     | 57,3                                        | 46,5                                        | 16                                          | -0,68                                       | +11,0                                       | 114,8                                       | q                                           |
| 49                                          | 29                                          | Stephan Embacher                            | Austria                                     | 120,5 m                                     | 60,9                                        | 51,5                                        | 16                                          | -0,14                                       | +2,3                                        | 114,7                                       | q                                           |
| 50                                          | 3                                           | Casey Larson                                | Stany Zjednoczone                           | 118,5 m                                     | 57,3                                        | 50,0                                        | 16                                          | -0,44                                       | +7,1                                        | 114,4                                       | q                                           |
| 51                                          | 17                                          | Simon Ammann                                | Szwajcaria                                  | 115,0 m                                     | 51,0                                        | 49,0                                        | 16                                          | -0,64                                       | +10,4                                       | 110,4                                       | nq                                          |
| 52                                          | 24                                          | Danił Wasiljew                              | Kazachstan                                  | 119,0 m                                     | 58,2                                        | 48,0                                        | 16                                          | -0,25                                       | +4,0                                        | 110,2                                       | nq                                          |
| 53                                          | 36                                          | Dawid Kubacki                               | Polska                                      | 115,5 m                                     | 51,9                                        | 51,0                                        | 15                                          | -0,16                                       | +2,6                                        | 109,3                                       | nq                                          |
| 54                                          | 5                                           | Francesco Cecon                             | Włochy                                      | 115,0 m                                     | 51,0                                        | 49,5                                        | 16                                          | -0,53                                       | +8,6                                        | 109,1                                       | nq                                          |
| 55                                          | 16                                          | Roman Koudelka                              | Czechy                                      | 112,5 m                                     | 46,5                                        | 48,5                                        | 16                                          | -0,80                                       | +13,0                                       | 108,0                                       | nq                                          |
| 56                                          | 13                                          | Andrew Urlaub                               | Stany Zjednoczone                           | 112,5 m                                     | 46,5                                        | 48,0                                        | 16                                          | -0,76                                       | +12,3                                       | 106,8                                       | nq                                          |
| 57                                          | 12                                          | Kaimar Vagul                                | Estonia                                     | 110,0 m                                     | 42,0                                        | 48,0                                        | 16                                          | -0,76                                       | +12,3                                       | 102,3                                       | nq                                          |
| 58                                          | 15                                          | Muhammed Ali Bedir                          | Turcja                                      | 107,0 m                                     | 36,6                                        | 48,0                                        | 16                                          | -0,93                                       | +15,1                                       | 99,7                                        | nq                                          |
| 59                                          | 1                                           | Witalij Kaliniczenko                        | Ukraina                                     | 111,5 m                                     | 44,7                                        | 48,5                                        | 16                                          | -0,39                                       | +6,3                                        | 99,5                                        | nq                                          |
| 60                                          | 10                                          | Daniel Cacina                               | Rumunia                                     | 106,5 m                                     | 35,7                                        | 48,0                                        | 16                                          | -0,83                                       | +13,4                                       | 97,1                                        | nq                                          |
| 61                                          | 7                                           | Mihnea Spulber                              | Rumunia                                     | 93,0 m                                      | 11,4                                        | 45,0                                        | 16                                          | -0,60                                       | +9,7                                        | 66,1                                        | nq                                          |
|                                             | 6                                           | Choi Heung-chul                             | Korea Południowa                            | DSQ                                         | DSQ                                         | DSQ                                         | DSQ                                         | DSQ                                         | DSQ                                         | DSQ                                         | DSQ                                         |

#### Zestawienie par
Legenda
     Zwycięzca pary
     Szczęśliwy przegrany (lucky loser) – zawodnik przegrał rywalizację w parze, ale awansował do serii finałowej
| Pary – Oberstdorf – 29 grudnia 2024 | Pary – Oberstdorf – 29 grudnia 2024 | Pary – Oberstdorf – 29 grudnia 2024 | Pary – Oberstdorf – 29 grudnia 2024 |
| Numer                               | Zawodnik 1                          | vs                                  | Zawodnik 2                          |
| ----------------------------------- | ----------------------------------- | ----------------------------------- | ----------------------------------- |
| 1                                   | Antti Aalto                         | vs                                  | Jakub Wolny                         |
| 2                                   | Kristoffer Eriksen Sundal           | vs                                  | Sakutarō Kobayashi                  |
| 3                                   | Jewhen Marusiak                     | vs                                  | Timi Zajc                           |
| 4                                   | Domen Prevc                         | vs                                  | Anže Lanišek                        |
| 5                                   | Fredrik Villumstad                  | vs                                  | Kevin Bickner                       |
| 6                                   | Ren Nikaidō                         | vs                                  | Tomofumi Naitō                      |
| 7                                   | Valentin Foubert                    | vs                                  | Tate Frantz                         |
| 8                                   | Stephan Leyhe                       | vs                                  | Benjamin Østvold                    |
| 9                                   | Marius Lindvik                      | vs                                  | Markus Müller                       |
| 10                                  | Niko Kytösaho                       | vs                                  | Halvor Egner Granerud               |
| 11                                  | Keiichi Satō                        | vs                                  | Lovro Kos                           |
| 12                                  | Artti Aigro                         | vs                                  | Piotr Żyła                          |
| 13                                  | Aleksander Zniszczoł                | vs                                  | Andreas Wellinger                   |
| 14                                  | Philipp Raimund                     | vs                                  | Władimir Zografski                  |
| 15                                  | Naoki Nakamura                      | vs                                  | Ryōyū Kobayashi                     |
| 16                                  | Fatih Arda İpcioğlu                 | vs                                  | Killian Peier                       |
| 17                                  | Paweł Wąsek                         | vs                                  | Karl Geiger                         |
| 18                                  | Alex Insam                          | vs                                  | Johann André Forfang                |
| 19                                  | Ilja Miziernych                     | vs                                  | Gregor Deschwanden                  |
| 20                                  | Adrian Tittel                       | vs                                  | Pius Paschke                        |
| 21                                  | Žiga Jelar                          | vs                                  | Maximilian Ortner                   |
| 22                                  | Felix Trunz                         | vs                                  | Jan Hörl                            |
| 23                                  | Kasperi Valto                       | vs                                  | Michael Hayböck                     |
| 24                                  | Stephan Embacher                    | vs                                  | Stefan Kraft                        |
| 25                                  | Casey Larson                        | vs                                  | Daniel Tschofenig                   |

#### Konkurs
| Wyniki – Oberstdorf – 29 grudnia 2024 | Wyniki – Oberstdorf – 29 grudnia 2024 | Wyniki – Oberstdorf – 29 grudnia 2024 | Wyniki – Oberstdorf – 29 grudnia 2024 | Wyniki – Oberstdorf – 29 grudnia 2024 | Wyniki – Oberstdorf – 29 grudnia 2024 | Wyniki – Oberstdorf – 29 grudnia 2024 | Wyniki – Oberstdorf – 29 grudnia 2024 | Wyniki – Oberstdorf – 29 grudnia 2024 | Wyniki – Oberstdorf – 29 grudnia 2024 | Wyniki – Oberstdorf – 29 grudnia 2024 | Wyniki – Oberstdorf – 29 grudnia 2024 | Wyniki – Oberstdorf – 29 grudnia 2024 |
| Poz.                                  | BIB                                   | Zawodnik                              | Reprezentacja                         | 1. skok                               | 1. skok                               | 1. skok                               | 1. skok                               | 2. skok                               | 2. skok                               | 2. skok                               | 2. skok                               | Suma                                  |
| Poz.                                  | BIB                                   | Zawodnik                              | Reprezentacja                         | Skok                                  | B                                     | Wiatr                                 | Nota                                  | Skok                                  | B                                     | Wiatr                                 | Nota                                  | Suma                                  |
| ------------------------------------- | ------------------------------------- | ------------------------------------- | ------------------------------------- | ------------------------------------- | ------------------------------------- | ------------------------------------- | ------------------------------------- | ------------------------------------- | ------------------------------------- | ------------------------------------- | ------------------------------------- | ------------------------------------- |
| 1.                                    | 2                                     | Stefan Kraft                          | Austria                               | 138,0 m                               | 14                                    | -0,63                                 | 167,2                                 | 135,5 m                               | 14                                    | -0,92                                 | 167,9                                 | 335,1                                 |
| 2.                                    | 4                                     | Jan Hörl                              | Austria                               | 134,5 m                               | 14                                    | -1,00                                 | 165,9                                 | 135,0 m                               | 14                                    | -0,90                                 | 165,7                                 | 331,6                                 |
| 3.                                    | 1                                     | Daniel Tschofenig                     | Austria                               | 131,0 m                               | 14                                    | -0,75                                 | 155,6                                 | 140,5 m                               | 14                                    | -0,34                                 | 168,0                                 | 323,6                                 |
| 4.                                    | 6                                     | Pius Paschke                          | Niemcy                                | 138,0 m                               | 14                                    | -0,35                                 | 162,7                                 | 133,5 m                               | 14                                    | -0,63                                 | 158,6                                 | 321,3                                 |
| 5.                                    | 8                                     | Johann André Forfang                  | Norwegia                              | 140,0 m                               | 15                                    | -0,26                                 | 160,5                                 | 136,0 m                               | 14                                    | -0,34                                 | 158,4                                 | 318,9                                 |
| 6.                                    | 7                                     | Gregor Deschwanden                    | Szwajcaria                            | 140,0 m                               | 15                                    | -0,13                                 | 156,4                                 | 136,5 m                               | 14                                    | -0,55                                 | 162,2                                 | 318,6                                 |
| 7.                                    | 27                                    | Kristoffer Eriksen Sundal             | Norwegia                              | 134,0 m                               | 16                                    | -0,76                                 | 151,5                                 | 135,5 m                               | 15                                    | -0,26                                 | 151,4                                 | 302,9                                 |
| 8.                                    | 3                                     | Michael Hayböck                       | Austria                               | 134,5 m                               | 14                                    | -0,45                                 | 156,5                                 | 129,5 m                               | 14                                    | -0,33                                 | 143,5                                 | 300,0                                 |
| 8.                                    | 9                                     | Karl Geiger*                          | Niemcy                                | 135,0 m                               | 16                                    | +0,02                                 | 142,8                                 | 137,0 m                               | 15                                    | -0,39                                 | 157,2                                 | 300,0                                 |
| 10.                                   | 42                                    | Paweł Wąsek                           | Polska                                | 137,0 m                               | 16                                    | -0,20                                 | 149,8                                 | 130,0 m                               | 15                                    | -0,75                                 | 148,0                                 | 297,8                                 |
| 11.                                   | 5                                     | Maximilian Ortner                     | Austria                               | 126,5 m                               | 14                                    | -0,90                                 | 147,9                                 | 126,5 m                               | 15                                    | -0,98                                 | 145,4                                 | 293,3                                 |
| 12.                                   | 10                                    | Killian Peier                         | Szwajcaria                            | 131,5 m                               | 16                                    | -0,47                                 | 143,8                                 | 132,5 m                               | 15                                    | -0,45                                 | 149,1                                 | 292,9                                 |
| 13.                                   | 18                                    | Benjamin Østvold                      | Norwegia                              | 131,5 m                               | 16                                    | -0,77                                 | 144,7                                 | 131,0 m                               | 15                                    | -0,58                                 | 147,0                                 | 291,7                                 |
| 14.                                   | 17                                    | Markus Müller                         | Austria                               | 137,5 m                               | 16                                    | -0,34                                 | 149,0                                 | 126,5 m                               | 15                                    | -0,93                                 | 142,1                                 | 291,1                                 |
| 15.                                   | 22                                    | Anže Lanišek                          | Słowenia                              | 133,5 m                               | 16                                    | -0,22                                 | 143,4                                 | 131,0 m                               | 15                                    | -0,62                                 | 147,6                                 | 291,0                                 |
| 16.                                   | 16                                    | Halvor Egner Granerud                 | Norwegia                              | 136,0 m                               | 16                                    | -0,10                                 | 145,9                                 | 127,0 m                               | 15                                    | -0,92                                 | 144,8                                 | 290,7                                 |
| 17.                                   | 40                                    | Naoki Nakamura*                       | Japonia                               | 126,0 m                               | 16                                    | -0,99                                 | 140,3                                 | 140,5 m                               | 16                                    | -0,22                                 | 150,0                                 | 290,3                                 |
| 18.                                   | 11                                    | Ryōyū Kobayashi                       | Japonia                               | 127,0 m                               | 16                                    | -0,89                                 | 141,0                                 | 133,5 m                               | 15                                    | -0,23                                 | 145,8                                 | 286,8                                 |
| 19.                                   | 19                                    | Tate Frantz                           | Stany Zjednoczone                     | 131,0 m                               | 16                                    | -0,69                                 | 145,0                                 | 127,5 m                               | 15                                    | -0,67                                 | 141,7                                 | 286,7                                 |
| 20.                                   | 13                                    | Andreas Wellinger                     | Niemcy                                | 129,0 m                               | 16                                    | -0,54                                 | 139,9                                 | 132,5 m                               | 16                                    | -0,45                                 | 146,3                                 | 286,2                                 |
| 21.                                   | 37                                    | Artti Aigro                           | Estonia                               | 130,0 m                               | 16                                    | -0,71                                 | 142,5                                 | 130,0 m                               | 15                                    | -0,65                                 | 142,8                                 | 285,3                                 |
| 22.                                   | 21                                    | Kevin Bickner                         | Stany Zjednoczone                     | 134,0 m                               | 16                                    | -0,44                                 | 144,8                                 | 126,0 m                               | 15                                    | -0,66                                 | 137,8                                 | 282,6                                 |
| 23.                                   | 31                                    | Ren Nikaidō                           | Japonia                               | 125,0 m                               | 16                                    | -0,58                                 | 130,4                                 | 142,0 m                               | 16                                    | -0,20                                 | 149,9                                 | 280,3                                 |
| 24.                                   | 30                                    | Fredrik Villumstad*                   | Norwegia                              | 132,0 m                               | 16                                    | -0,13                                 | 137,7                                 | 131,0 m                               | 16                                    | -0,37                                 | 140,8                                 | 278,5                                 |
| 25.                                   | 23                                    | Timi Zajc                             | Słowenia                              | 133,0 m                               | 16                                    | -0,19                                 | 141,5                                 | 123,5 m                               | 15                                    | -0,66                                 | 133,3                                 | 274,8                                 |
| 26.                                   | 34                                    | Marius Lindvik*                       | Norwegia                              | 127,0 m                               | 16                                    | -0,61                                 | 136,5                                 | 129,0 m                               | 16                                    | -0,33                                 | 135,5                                 | 272,0                                 |
| 27.                                   | 12                                    | Władimir Zografski                    | Bułgaria                              | 123,0 m                               | 16                                    | -1,02                                 | 131,4                                 | 133,0 m                               | 16                                    | -0,05                                 | 137,7                                 | 269,1                                 |
| 28.                                   | 32                                    | Valentin Foubert*                     | Francja                               | 125,5 m                               | 16                                    | -0,73                                 | 135,2                                 | 128,0 m                               | 16                                    | -0,08                                 | 129,7                                 | 264,9                                 |
| 29.                                   | 15                                    | Lovro Kos                             | Słowenia                              | 126,0 m                               | 16                                    | -0,74                                 | 132,3                                 | 129,0 m                               | 16                                    | -0,09                                 | 129,2                                 | 261,5                                 |
| 30.                                   | 25                                    | Jakub Wolny                           | Polska                                | 121,0 m                               | 16                                    | -0,67                                 | 125,2                                 | 129,0 m                               | 16                                    | +0,09                                 | 127,2                                 | 252,4                                 |
| 31.                                   | 35                                    | Niko Kytösaho                         | Finlandia                             | 130,5 m                               | 16                                    | -0,06                                 | 134,9                                 | NQ                                    | NQ                                    | NQ                                    | NQ                                    | 134,9                                 |
| 32.                                   | 29                                    | Domen Prevc                           | Słowenia                              | 129,0 m                               | 16                                    | -0,24                                 | 134,1                                 | NQ                                    | NQ                                    | NQ                                    | NQ                                    | 134,1                                 |
| 33.                                   | 28                                    | Jewhen Marusiak                       | Ukraina                               | 126,0 m                               | 16                                    | -0,55                                 | 132,7                                 | NQ                                    | NQ                                    | NQ                                    | NQ                                    | 132,7                                 |
| 34.                                   | 43                                    | Alex Insam                            | Włochy                                | 128,0 m                               | 15                                    | -0,08                                 | 132,0                                 | NQ                                    | NQ                                    | NQ                                    | NQ                                    | 132,0                                 |
| 35.                                   | 41                                    | Fatih Arda İpcioğlu                   | Turcja                                | 125,5 m                               | 16                                    | -0,47                                 | 130,0                                 | NQ                                    | NQ                                    | NQ                                    | NQ                                    | 130,0                                 |
| 36.                                   | 36                                    | Keiichi Satō                          | Japonia                               | 126,5 m                               | 16                                    | -0,20                                 | 128,9                                 | NQ                                    | NQ                                    | NQ                                    | NQ                                    | 128,9                                 |
| 36.                                   | 38                                    | Aleksander Zniszczoł                  | Polska                                | 123,0 m                               | 16                                    | -0,71                                 | 128,9                                 | NQ                                    | NQ                                    | NQ                                    | NQ                                    | 128,9                                 |
| 38.                                   | 24                                    | Sakutarō Kobayashi                    | Japonia                               | 121,0 m                               | 16                                    | -0,89                                 | 125,7                                 | NQ                                    | NQ                                    | NQ                                    | NQ                                    | 125,7                                 |
| 39.                                   | 49                                    | Stephan Embacher                      | Austria                               | 119,0 m                               | 14                                    | -0,49                                 | 124,7                                 | NQ                                    | NQ                                    | NQ                                    | NQ                                    | 124,7                                 |
| 40.                                   | 39                                    | Philipp Raimund                       | Niemcy                                | 119,5 m                               | 16                                    | -0,82                                 | 123,9                                 | NQ                                    | NQ                                    | NQ                                    | NQ                                    | 123,9                                 |
| 41.                                   | 14                                    | Piotr Żyła                            | Polska                                | 120,5 m                               | 16                                    | -0,76                                 | 123,7                                 | NQ                                    | NQ                                    | NQ                                    | NQ                                    | 123,7                                 |
| 42.                                   | 44                                    | Ilja Miziernych                       | Kazachstan                            | 123,5 m                               | 15                                    | -0,06                                 | 122,6                                 | NQ                                    | NQ                                    | NQ                                    | NQ                                    | 122,6                                 |
| 43.                                   | 47                                    | Felix Trunz                           | Szwajcaria                            | 114,5 m                               | 14                                    | -0,83                                 | 120,6                                 | NQ                                    | NQ                                    | NQ                                    | NQ                                    | 120,6                                 |
| 44.                                   | 45                                    | Adrian Tittel                         | Niemcy                                | 119,5 m                               | 14                                    | -0,13                                 | 119,8                                 | NQ                                    | NQ                                    | NQ                                    | NQ                                    | 119,8                                 |
| 45.                                   | 26                                    | Antti Aalto                           | Finlandia                             | 117,5 m                               | 16                                    | -0,79                                 | 119,3                                 | NQ                                    | NQ                                    | NQ                                    | NQ                                    | 119,3                                 |
| 46.                                   | 46                                    | Žiga Jelar                            | Słowenia                              | 113,0 m                               | 14                                    | -0,86                                 | 118,9                                 | NQ                                    | NQ                                    | NQ                                    | NQ                                    | 118,9                                 |
| 47.                                   | 20                                    | Tomofumi Naitō                        | Japonia                               | 116,5 m                               | 16                                    | -0,76                                 | 116,0                                 | NQ                                    | NQ                                    | NQ                                    | NQ                                    | 116,0                                 |
| 48.                                   | 33                                    | Stephan Leyhe                         | Niemcy                                | 114,5 m                               | 16                                    | -0,79                                 | 113,4                                 | NQ                                    | NQ                                    | NQ                                    | NQ                                    | 113,4                                 |
| 49.                                   | 48                                    | Kasperi Valto                         | Finlandia                             | 111,0 m                               | 14                                    | -0,66                                 | 110,6                                 | NQ                                    | NQ                                    | NQ                                    | NQ                                    | 110,6                                 |
| 50.                                   | 50                                    | Casey Larson                          | Stany Zjednoczone                     | 106,5 m                               | 14                                    | -0,53                                 | 98,4                                  | NQ                                    | NQ                                    | NQ                                    | NQ                                    | 98,4                                  |

* – szczęśliwi przegrani z I serii

### Garmisch-Partenkirchen

#### Kwalifikacje
| Kwalifikacje – Garmisch-Partenkirchen – 31 grudnia 2024 | Kwalifikacje – Garmisch-Partenkirchen – 31 grudnia 2024 | Kwalifikacje – Garmisch-Partenkirchen – 31 grudnia 2024 | Kwalifikacje – Garmisch-Partenkirchen – 31 grudnia 2024 | Kwalifikacje – Garmisch-Partenkirchen – 31 grudnia 2024 | Kwalifikacje – Garmisch-Partenkirchen – 31 grudnia 2024 | Kwalifikacje – Garmisch-Partenkirchen – 31 grudnia 2024 |
| Poz                                                     | BIB                                                     | Zawodnik                                                | Reprezentacja                                           | Skok                                                    | Suma                                                    | Uwagi                                                   |
| ------------------------------------------------------- | ------------------------------------------------------- | ------------------------------------------------------- | ------------------------------------------------------- | ------------------------------------------------------- | ------------------------------------------------------- | ------------------------------------------------------- |
| 1                                                       | 66                                                      | Jan Hörl                                                | Austria                                                 | 137,5 m                                                 | 146,9                                                   | q                                                       |
| 2                                                       | 65                                                      | Daniel Tschofenig                                       | Austria                                                 | 136,5 m                                                 | 146,1                                                   | q                                                       |
| 3                                                       | 58                                                      | Michael Hayböck                                         | Austria                                                 | 138,5 m                                                 | 145,0                                                   | q                                                       |
| 4                                                       | 63                                                      | Gregor Deschwanden                                      | Szwajcaria                                              | 137,0 m                                                 | 143,8                                                   | q                                                       |
| 5                                                       | 56                                                      | Johann André Forfang                                    | Norwegia                                                | 137,5 m                                                 | 142,6                                                   | q                                                       |
| 6                                                       | 57                                                      | Anže Lanišek                                            | Słowenia                                                | 136,0 m                                                 | 141,0                                                   | q                                                       |
| 7                                                       | 59                                                      | Karl Geiger                                             | Niemcy                                                  | 133,5 m                                                 | 140,2                                                   | q                                                       |
| 8                                                       | 51                                                      | Ren Nikaidō                                             | Japonia                                                 | 139,0 m                                                 | 139,0                                                   | q                                                       |
| 9                                                       | 67                                                      | Pius Paschke                                            | Niemcy                                                  | 133,0 m                                                 | 138,3                                                   | q                                                       |
| 10                                                      | 60                                                      | Maximilian Ortner                                       | Austria                                                 | 133,5 m                                                 | 136,2                                                   | q                                                       |
| 11                                                      | 64                                                      | Stefan Kraft                                            | Austria                                                 | 131,0 m                                                 | 135,6                                                   | q                                                       |
| 12                                                      | 62                                                      | Andreas Wellinger                                       | Niemcy                                                  | 130,0 m                                                 | 133,0                                                   | q                                                       |
| 13                                                      | 52                                                      | Ryōyū Kobayashi                                         | Japonia                                                 | 132,5 m                                                 | 132,4                                                   | q                                                       |
| 14                                                      | 40                                                      | Władimir Zografski                                      | Bułgaria                                                | 132,5 m                                                 | 130,9                                                   | q                                                       |
| 15                                                      | 45                                                      | Killian Peier                                           | Szwajcaria                                              | 134,5 m                                                 | 130,6                                                   | q                                                       |
| 16                                                      | 44                                                      | Valentin Foubert                                        | Francja                                                 | 133,5 m                                                 | 130,3                                                   | q                                                       |
| 17                                                      | 36                                                      | Philipp Raimund                                         | Niemcy                                                  | 133,0 m                                                 | 130,0                                                   | q                                                       |
| 18                                                      | 53                                                      | Paweł Wąsek                                             | Polska                                                  | 130,5 m                                                 | 129,7                                                   | q                                                       |
| 19                                                      | 47                                                      | Fredrik Villumstad                                      | Norwegia                                                | 133,0 m                                                 | 128,8                                                   | q                                                       |
| 20                                                      | 31                                                      | Domen Prevc                                             | Słowenia                                                | 132,0 m                                                 | 128,0                                                   | q                                                       |
| 21                                                      | 29                                                      | Piotr Żyła                                              | Polska                                                  | 132,5 m                                                 | 127,5                                                   | q                                                       |
| 22                                                      | 61                                                      | Kristoffer Eriksen Sundal                               | Norwegia                                                | 128,0 m                                                 | 127,3                                                   | q                                                       |
| 23                                                      | 50                                                      | Aleksander Zniszczoł                                    | Polska                                                  | 131,5 m                                                 | 127,1                                                   | q                                                       |
| 24                                                      | 48                                                      | Artti Aigro                                             | Estonia                                                 | 131,5 m                                                 | 125,3                                                   | q                                                       |
| 25                                                      | 49                                                      | Halvor Egner Granerud                                   | Norwegia                                                | 130,0 m                                                 | 125,1                                                   | q                                                       |
| 26                                                      | 38                                                      | Markus Müller                                           | Austria                                                 | 132,0 m                                                 | 124,9                                                   | q                                                       |
| 27                                                      | 43                                                      | Markus Eisenbichler                                     | Niemcy                                                  | 130,0 m                                                 | 124,0                                                   | q                                                       |
| 28                                                      | 3                                                       | Felix Hoffmann                                          | Niemcy                                                  | 130,5 m                                                 | 123,2                                                   | q                                                       |
| 29                                                      | 37                                                      | Stephan Leyhe                                           | Niemcy                                                  | 129,5 m                                                 | 122,5                                                   | q                                                       |
| 30                                                      | 42                                                      | Jakub Wolny                                             | Polska                                                  | 128,0 m                                                 | 122,3                                                   | q                                                       |
| 31                                                      | 55                                                      | Marius Lindvik                                          | Norwegia                                                | 128,0 m                                                 | 122,0                                                   | q                                                       |
| 31                                                      | 30                                                      | Niko Kytösaho                                           | Finlandia                                               | 129,5 m                                                 | 122,0                                                   | q                                                       |
| 33                                                      | 32                                                      | Naoki Nakamura                                          | Japonia                                                 | 128,0 m                                                 | 121,5                                                   | q                                                       |
| 34                                                      | 27                                                      | Kevin Bickner                                           | Stany Zjednoczone                                       | 129,0 m                                                 | 119,3                                                   | q                                                       |
| 35                                                      | 41                                                      | Benjamin Østvold                                        | Norwegia                                                | 127,0 m                                                 | 118,9                                                   | q                                                       |
| 36                                                      | 28                                                      | Lovro Kos                                               | Słowenia                                                | 128,0 m                                                 | 117,7                                                   | q                                                       |
| 37                                                      | 22                                                      | Keiichi Satō                                            | Japonia                                                 | 128,5 m                                                 | 117,4                                                   | q                                                       |
| 38                                                      | 54                                                      | Timi Zajc                                               | Słowenia                                                | 125,5 m                                                 | 116,8                                                   | q                                                       |
| 39                                                      | 11                                                      | Roman Koudelka                                          | Czechy                                                  | 127,5 m                                                 | 116,3                                                   | q                                                       |
| 40                                                      | 2                                                       | Constantin Schmid                                       | Niemcy                                                  | 124,5 m                                                 | 114,3                                                   | q                                                       |
| 41                                                      | 13                                                      | Casey Larson                                            | Stany Zjednoczone                                       | 127,0 m                                                 | 114,2                                                   | q                                                       |
| 42                                                      | 46                                                      | Tate Frantz                                             | Stany Zjednoczone                                       | 126,5 m                                                 | 112,8                                                   | q                                                       |
| 43                                                      | 10                                                      | Sakutarō Kobayashi                                      | Japonia                                                 | 125,5 m                                                 | 111,8                                                   | q                                                       |
| 44                                                      | 4                                                       | Žiga Jelar                                              | Słowenia                                                | 125,0 m                                                 | 110,7                                                   | q                                                       |
| 45                                                      | 34                                                      | Jewhen Marusiak                                         | Ukraina                                                 | 125,0 m                                                 | 108,9                                                   | q                                                       |
| 46                                                      | 25                                                      | Fatih Arda İpcioğlu                                     | Turcja                                                  | 123,5 m                                                 | 108,6                                                   | q                                                       |
| 47                                                      | 33                                                      | Stephan Embacher                                        | Austria                                                 | 122,5 m                                                 | 108,4                                                   | q                                                       |
| 48                                                      | 39                                                      | Dawid Kubacki                                           | Polska                                                  | 123,0 m                                                 | 106,8                                                   | q                                                       |
| 49                                                      | 1                                                       | Luca Roth                                               | Niemcy                                                  | 119,0 m                                                 | 104,3                                                   | q                                                       |
| 50                                                      | 14                                                      | Felix Trunz                                             | Szwajcaria                                              | 122,0 m                                                 | 103,9                                                   | q                                                       |
| 51                                                      | 35                                                      | Antti Aalto                                             | Finlandia                                               | 121,0 m                                                 | 103,7                                                   | nq                                                      |
| 52                                                      | 24                                                      | Adrian Tittel                                           | Niemcy                                                  | 120,5 m                                                 | 102,3                                                   | nq                                                      |
| 53                                                      | 23                                                      | Ilja Miziernych                                         | Kazachstan                                              | 120,0 m                                                 | 100,4                                                   | nq                                                      |
| 54                                                      | 18                                                      | Muhammed Ali Bedir                                      | Turcja                                                  | 117,5 m                                                 | 99,1                                                    | nq                                                      |
| 55                                                      | 7                                                       | Witalij Kaliniczenko                                    | Ukraina                                                 | 120,5 m                                                 | 98,2                                                    | nq                                                      |
| 56                                                      | 9                                                       | Francesco Cecon                                         | Włochy                                                  | 119,5 m                                                 | 97,7                                                    | nq                                                      |
| 57                                                      | 20                                                      | Andrew Urlaub                                           | Stany Zjednoczone                                       | 118,0 m                                                 | 93,3                                                    | nq                                                      |
| 58                                                      | 16                                                      | Kasperi Valto                                           | Finlandia                                               | 114,5 m                                                 | 89,0                                                    | nq                                                      |
| 59                                                      | 8                                                       | Decker Dean                                             | Stany Zjednoczone                                       | 113,5 m                                                 | 87,5                                                    | nq                                                      |
| 60                                                      | 17                                                      | Kaimar Vagul                                            | Estonia                                                 | 111,0 m                                                 | 83,2                                                    | nq                                                      |
| 61                                                      | 5                                                       | Daniel Cacina                                           | Rumunia                                                 | 111,0 m                                                 | 83,0                                                    | nq                                                      |
| 62                                                      | 15                                                      | Jules Chervet                                           | Francja                                                 | 107,0 m                                                 | 76,2                                                    | nq                                                      |
| 63                                                      | 19                                                      | Choi Heung-chul                                         | Korea Południowa                                        | 97,5 m                                                  | 57,5                                                    | nq                                                      |
| 64                                                      | 12                                                      | Mihnea Spulber                                          | Rumunia                                                 | 95,0 m                                                  | 49,1                                                    | nq                                                      |
| -                                                       | 26                                                      | Danił Wasiljew                                          | Kazachstan                                              | DSQ                                                     | DSQ                                                     | DSQ                                                     |
| -                                                       | 21                                                      | Alex Insam                                              | Włochy                                                  | DSQ                                                     | DSQ                                                     | DSQ                                                     |
| -                                                       | 6                                                       | Tomofumi Naitō                                          | Japonia                                                 | DSQ                                                     | DSQ                                                     | DSQ                                                     |

#### Zestawienie par
Legenda
     Zwycięzca pary
     Szczęśliwy przegrany (lucky loser) – zawodnik przegrał rywalizację w parze, ale awansował do serii finałowej
| Pary – Garmisch-Partenkirchen – 1 stycznia 2025 | Pary – Garmisch-Partenkirchen – 1 stycznia 2025 | Pary – Garmisch-Partenkirchen – 1 stycznia 2025 | Pary – Garmisch-Partenkirchen – 1 stycznia 2025 |
| Numer                                           | Zawodnik 1                                      | vs                                              | Zawodnik 2                                      |
| ----------------------------------------------- | ----------------------------------------------- | ----------------------------------------------- | ----------------------------------------------- |
| 1                                               | Markus Müller                                   | vs                                              | Halvor Egner Granerud                           |
| 2                                               | Markus Eisenbichler                             | vs                                              | Artti Aigro                                     |
| 3                                               | Felix Hoffmann                                  | vs                                              | Aleksander Zniszczoł                            |
| 4                                               | Stephan Leyhe                                   | vs                                              | Kristoffer Eriksen Sundal                       |
| 5                                               | Jakub Wolny                                     | vs                                              | Piotr Żyła                                      |
| 6                                               | Marius Lindvik                                  | vs                                              | Domen Prevc                                     |
| 7                                               | Niko Kytösaho                                   | vs                                              | Fredrik Villumstad                              |
| 8                                               | Naoki Nakamura                                  | vs                                              | Paweł Wąsek                                     |
| 9                                               | Kevin Bickner                                   | vs                                              | Philipp Raimund                                 |
| 10                                              | Benjamin Østvold                                | vs                                              | Valentin Foubert                                |
| 11                                              | Lovro Kos                                       | vs                                              | Killian Peier                                   |
| 12                                              | Keiichi Satō                                    | vs                                              | Władimir Zografski                              |
| 13                                              | Timi Zajc                                       | vs                                              | Ryōyū Kobayashi                                 |
| 14                                              | Roman Koudelka                                  | vs                                              | Andreas Wellinger                               |
| 15                                              | Constantin Schmid                               | vs                                              | Stefan Kraft                                    |
| 16                                              | Casey Larson                                    | vs                                              | Maximilian Ortner                               |
| 17                                              | Tate Frantz                                     | vs                                              | Pius Paschke                                    |
| 18                                              | Sakutarō Kobayashi                              | vs                                              | Ren Nikaidō                                     |
| 19                                              | Žiga Jelar                                      | vs                                              | Karl Geiger                                     |
| 20                                              | Jewhen Marusiak                                 | vs                                              | Anže Lanišek                                    |
| 21                                              | Fatih Arda İpcioğlu                             | vs                                              | Johann André Forfang                            |
| 22                                              | Stephan Embacher                                | vs                                              | Gregor Deschwanden                              |
| 23                                              | Dawid Kubacki                                   | vs                                              | Michael Hayböck                                 |
| 24                                              | Luca Roth                                       | vs                                              | Daniel Tschofenig                               |
| 25                                              | Felix Trunz                                     | vs                                              | Jan Hörl                                        |